# Théorème de Carnot (courbe algébrique)
Pour les articles homonymes, voir Théorème de Carnot.

6 points sur les côtés du triangle et leur conique commune.

Un théorème de Carnot de géométrie euclidienne, dû à Lazare Nicolas Marguerite Carnot, donne une condition pour que des points situés sur les côtés d'un triangle soient situés sur une même conique.

## Énoncé
On se donne dans un triangle {\displaystyle ABC} six points : {\displaystyle C_{A},C_{B}} sur le côté {\displaystyle (AB)}, {\displaystyle A_{B},A_{C}} sur le côté {\displaystyle (BC)} et {\displaystyle B_{C},B_{A}} sur le côté {\displaystyle (AC)} .
Ces six points sont situés sur une même conique si et seulement si on a la relation suivante ,,, :
{\displaystyle {\frac {\overline {AC_{A}}}{\overline {BC_{A}}}}\cdot {\frac {\overline {AC_{B}}}{\overline {BC_{B}}}}\cdot {\frac {\overline {BA_{B}}}{\overline {CA_{B}}}}\cdot {\frac {\overline {BA_{C}}}{\overline {CA_{C}}}}\cdot {\frac {\overline {CB_{C}}}{\overline {AB_{C}}}}\cdot {\frac {\overline {CB_{A}}}{\overline {AB_{A}}}}=1}.
On peut voir ce théorème comme une généralisation au degré 2 du théorème de Ménélaüs portant sur l'alignement de trois points situés sur les côtés d'un triangle.

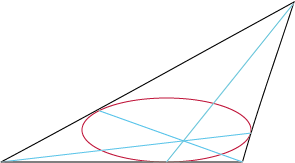
Ellipse inscrite passant par les pieds de trois céviennes concourantes.

## Exemple d'application
Les droites joignant les sommets d'un triangle à deux points donnés coupent les côtés opposés en six points qui sont sur une même conique .
On applique le théorème de Ceva aux trois céviennes passant par le premier point, ainsi qu'aux trois céviennes passant par le deuxième, et le produit des deux relations de Ceva donne la relation de Carnot.
En confondant les deux points, on obtient que les pieds de trois céviennes concourantes sont les points de contact d'une conique inscrite.

## Généralisation
Le théorème précédent[pas clair] se généralise à une courbe algébrique sécante à un polygone fermé plan,,, ainsi qu'à l'espace,,,,.

### Énoncé dans le cas du triangle
Théorème de Carnot pour une courbe de degré {\displaystyle n} ,,,.
Étant donné une courbe algébrique quelconque de degré {\displaystyle n} coupant un triangle {\displaystyle ABC} :
soit {\displaystyle A_{1}} (resp. {\displaystyle B_{1}} et {\displaystyle C_{1}}) le produit des {\displaystyle n} distances, réelles ou imaginaires, de {\displaystyle A} (resp. {\displaystyle B} et {\displaystyle C}) aux {\displaystyle n} points d'intersection de la courbe avec le côté {\displaystyle (AB)} (resp. {\displaystyle (BC)} et {\displaystyle (CA)}),

et soient de même {\displaystyle A_{2}}, {\displaystyle B_{2}} et {\displaystyle C_{2}} les produits semblables associés aux côtés {\displaystyle (AC)}, {\displaystyle (BA)} et {\displaystyle (CB)}. Alors